# 岚关乡
岚关乡，是中华人民共和国贵州省黔南布依族苗族自治州瓮安县下辖的一个乡镇级行政单位。

## 行政区划
岚关乡下辖以下地区：
岚关村、茶海村和章阁村。